# 지묘인통
지묘인 왕통(持明院統, じみょういんとう)은 가마쿠라 시대 후기부터 남북조 시대까지 이어져 온 일본 왕실의 계통이다. 주로 제89대 천황인 고후카쿠사 천황의 자손으로 구성되어 있다. 현재의 일본 왕실 또한 이 계통에서 나왔다.
고사가 천황이 아들인 고후카쿠사 천황에게 양위한 뒤에 후회하여 다시 그를 핍박해 물러나게 하였고, 다른 아들인 가메야마 천황을 세웠다. 고후카쿠사 천황의 자손을 지묘인통이라고 칭하고, 가메야마 천황의 후예를 다이카쿠지 왕통(大覺寺統)이라고 칭한다. 가마쿠라 막부의 중재에 따라 두 왕통이 교대로 즉위하기로 결정하였고, 이를 양통질립이라고 한다. 이로써 난보쿠초 시대가 성립되었다.
북조의 고코마쓰 천황 때 아시카가 요시미쓰가 남조의 고카메야마 천황을 압박하여 퇴위하고 삼종신기를 내놓게 하였다. 남북조는 하나로 통일되었고, 양통질립의 원칙을 따라 고코마쓰의 뒤를 이을 자는 다이카쿠지 왕통에서 나와야 했지만 고코마쓰 천황은 약조를 어기고 자신의 아들인 쇼코 천황을 즉위시킨 뒤 양통질립이 종결되었음을 선포하였다.

## 개요
지묘인 왕통의 명칭은 진주후쇼군(鎮守府将軍)을 지낸 후지와라노 모토요리(藤原基頼)가 자신의 저택 안에 마련한 개인 불당의 이름에서 비롯되었다. 모토요리의 후손들은 그 불당의 이름을 따서 지묘인 가(持明院家)로 불렸으며, 지묘인 가의 저택은 지묘인도노(持明院殿)라 불리게 되었다. 지묘인도노는 그 위치를 알 수 없으나 대체로 일본 교토 시 가미교구(上京区) 가미다치우리도리(上立売通) 신마치(新町) 서북쪽 모퉁이에 있었던 것으로 여겨지고 있다.
모토요리의 손자 모토이에(基家)의 딸인 친시(陳子)가 모리사다 친왕(守貞親王)의 비가 되었고, 모리사다 친왕은 자신의 처가이기도 한 지묘인도노(持明院殿)에 거주하였다. 조큐의 난(承久の乱)에서 세 상황(上皇)이 한꺼번에 유배되고, 막부의 처리에 따라 모리사다 친왕의 아들인 시게히토 친왕(茂仁親王)이 고호리카와 천황(後堀河天皇)으로써 즉위하였고, 모리사다 친왕은 즉위 한 번 한 적 없이 태상천황(太上天皇)의 존호를 얻고 고다카쿠라인(後高倉院)이라 칭하게 되었다. 고다카쿠라인은 조오(貞応) 2년(1223년) 5월에 사망한다. 
조에이(貞永) 원년(1232년) 10월 4일(양력 11월 17일) 고호리카와 천황은 당시 두 살밖에 되지 않았던 시조 천황(四条天皇)에게 양위하였다. 양위한 뒤 고호리카와 상황은 외가인 지묘인도노를 자신의 센토고쇼(仙洞御所)로 삼아 거주하였는데, 그 뒤 고사가(後嵯峨)、고후카쿠사(後深草) 두 상황 부자도 이 전례를 모방하여 지묘인도노에서 거주하였다. 이러한 이유로 고후카쿠사 천황부터 고코마쓰 천황(後小松天皇)에 이르는 계통들을 지묘인토(持明院統) 즉 지묘인 왕통이라 칭하게 되었다고 전한다. 그러나 실제로는 고후카쿠사 상황 사후에는 그 딸인 무로마치인(室町院) 기시 내친왕(暉子内親王)이 거주하였고, 내친왕 사후 유산 상속에서 고후카쿠사 상황의 아들인 후시미 상황(伏見上皇)이 지묘인도노를 상속받아 쇼안(正安) 4년(1302년) 센토고쇼로 삼으면서 '지묘인토'라 칭한 것이 그 유래가 되었다. 
양위한 뒤에도 여전히 치천의 군으로써 실권을 쥐고 인세이(院政)를 행했던 고사가 상황은 고후카쿠사 천황에게 자신이 총애하던 아들 가메야마 천황(亀山天皇)에게 양위하도록 하였으며, 고후카쿠사 천황의 아들이 아닌 가메야마 천황의 아들을 태자로 봉하기까지 했다. 그러나 1272년에 사망하기 직전까지 고후카쿠사와 가메야마 둘 중 누구를 치천의 군으로 삼을 것이냐에 대해 확실하게 명기하지 않고 고사가 상황이 세상을 떠나 버리는 바람에, 자신의 계통에게 왕위를 넘겨 주지 못하게 된 고후카쿠사 상황과 고사가 상황의 총애에 힘입어 형과 조카를 제치고 왕위를 이었던 가메야마 천황 사이에 대립이 생겨났고, 여기에 가마쿠라 막부가 개입하여 중재한 끝에 양자의 자손이 10여 년 주기로 교대로 왕위를 계승(양통질립)하며 인세이를 행하도록 조정하였다. 
겐코(元弘) 3년(1333년) 다이카쿠지 왕통의 방계 출신인 고다이고 천황(後醍醐天皇)에 의한 겐무 신정(建武の新政)으로 일시 다이카쿠지 왕통으로 왕위 계승이 통일될 듯한 모습을 보였으나, 신정은 2년 반만에 붕괴하였다. 요시노(吉野)로 달아난 고다이고 천황 대신 아시카가 다카우지(足利尊氏)는 지묘인 왕통의 고묘 천황(光明天皇)을 옹립하였다. 고다이고 천황은 자신의 정통성을 외치며 남조(南朝)를 주장하였고 난보쿠초 시대(南北朝時代)가 열렸다. 
훗날 고코마쓰 천황의 대에 메이토쿠 화약(明徳の和約)에 의해 왕위 계승은 지묘인 왕통인 북조(北朝)로 통일되기에 이른다. 그 계통도 다음 쇼코 천황(称光天皇)의 대에 단절되었고, 같은 지묘인 왕통에 속한 후시미노미야(伏見宮)로부터 고하나조노 천황(後花園天皇)이 추대되어, 현대에까지 이어지고 있다.

### 지묘인은 어디인가?

지묘인도노의 추정 복원도(川上貢〈2001〉의 안을 토대로 작성된 것이다).

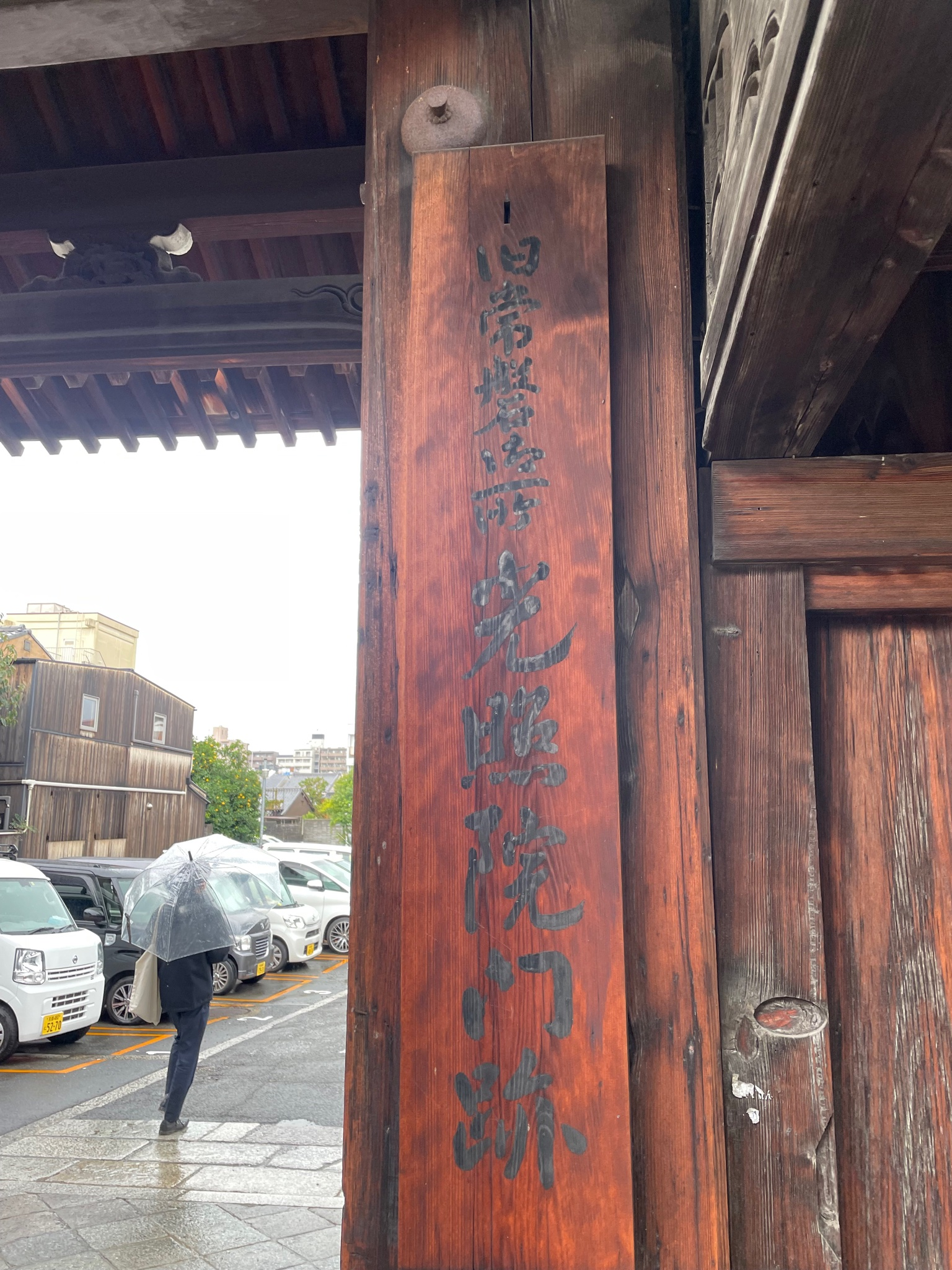
지묘인 입구

지묘인 왕통의 이름의 유래가 된 지묘인(持明院)은 헤이안 말기부터 에도 시대에 걸쳐 헤이안쿄(平安京)의 북쪽 교외에 존재했던 저택 및 그 경내에 있었던 사원의 이름으로, 위치는 일본 교토 시(京都市) 가미교 구(上京区) 안라쿠코지 정(安楽小路町)에 소재한 고조인(光照院)의 부근이었다. 가마쿠라 시대 이후에는 센토고쇼(仙洞御所)나 사토다이리(里内裏)가 되면서 지묘인 왕통이라는 이름의 유래가 되기도 했다. 지묘인이 있는 저택의 이름을 지묘인도노(持明院殿)라 하였으며, 지묘인이라는 사찰을 안라쿠코인(安楽光院, あんらくこういん) ・ 안라쿠교인(安楽行院, あんらくぎょういん)이라고도 불렀다. 
전술한 대로 원래 후지와라노 모토요리가 자신의 저택 안에 세운 지불당(持仏堂)의 이름이 지묘인이었다. 모토요리의 아들인 미치모토(通基)가 이 지묘인을 확충하고 이름도 안라쿠코인(안라쿠교인)이라고 고쳤으며, 이후 지묘인이라는 지불당의 원래 이름을 그대로 자신의 묘지(苗字)로 사용하며 지묘인 미치모토(持明院通基)라 칭했다. 
가마쿠라 시대 초기 지묘인 모토이에(持明院基家)의 딸인 친시(陳子, 기타시라카와인北白川院)가 모리사다 친왕(守貞親王)의 비가 되고 시게히토 친왕(茂仁親王)을 낳았는데, 조큐의 난(承久の乱)으로 시게히토 친왕이 고호리카와 천황(後堀河天皇)으로 즉위하면서 그 아버지인 모리사다 친왕이 덜컥 태상천황(太上天皇)의 존호를 받고 고다카쿠라인(後高倉院)이라는 원호(院号)로 인세이를 행하였는데, 그때 고다카쿠라인이 인세이를 행한 처소가 바로 이곳 지묘인도노였다. 때문에 지묘인노미야(持明院宮)이라고도 불렸다. 고호리카와 천황도 양위한 뒤에 지묘인도노를 자신의 고쇼(御所)로 삼아서 이곳에서 인세이를 행했다. 
모리사다 친왕의 계통이 끊어진 뒤에도 지묘인은 그대로 고사가 천황 ・ 고후카쿠사 천황의 퇴위한 뒤의 고쇼가 되었고, 고후카쿠사 천황계의 후시미인 ・ 고후시미인 ・ 하나조노인 ・ 고곤인 ・ 고묘인이 모두 지묘인도노를 자신의 고쇼로 삼았다. 또한 스코 천황(崇光天皇)이 이곳을 잠시 자신의 다이리(内裏)로 삼은 적도 있었다. 이것이 지묘인 왕통이라는 이름의 유래가 되었다. 
지묘인도노는 고코곤 천황 때인 분나(文和) 2년/쇼헤이(正平) 8년(1353년) 2월에 화재로 소실되었다. 이때 화재로 안라쿠코인(安楽光院) 하나만이 남았고, 저택 부지는 황폐화되었다. 안라쿠코인은 고기몬인(広義門院)의 명으로 재흥되어 무로마치 시대(室町時代)까지 존속했고 지묘인 왕통과 관련한 불사가 거행되었고 에도 시대에는 센류지(泉涌寺)의 탑두(塔頭)가 되었다. 
안라쿠코인에 대해서는 오닌의 난(応仁の乱) 이후에는 고후시미 천황의 딸인 진시 내친왕(進子内親王)과 연고가 있는 고조인(光照院)이 이곳으로 이전되었다고도 전해지며, 이전한 뒤에는 잠시 고조인도 「안라쿠코인」이라는 이름을 쓰기도 했다. 또한 지묘인 옛 터에 남은 안라쿠코인을 교토 시 후시미 구(伏見区) 후카쿠사(深草)로 옮겨서 후카쿠사 홋케도(深草法華堂)로 부르게 되었다는 전승도 남아 있다. 후카쿠사 홋케도에는 고후카쿠사 천황 이하 지묘인 왕통의 천황 12명의 능묘가 있었고, 에도 시대인 17세기 후반에 안라쿠교인(安楽行院)으로써 재흥되었는데, 메이지 시대의 폐불훼석(廃仏毀釈)까지는 남아 있었다고 한다. 

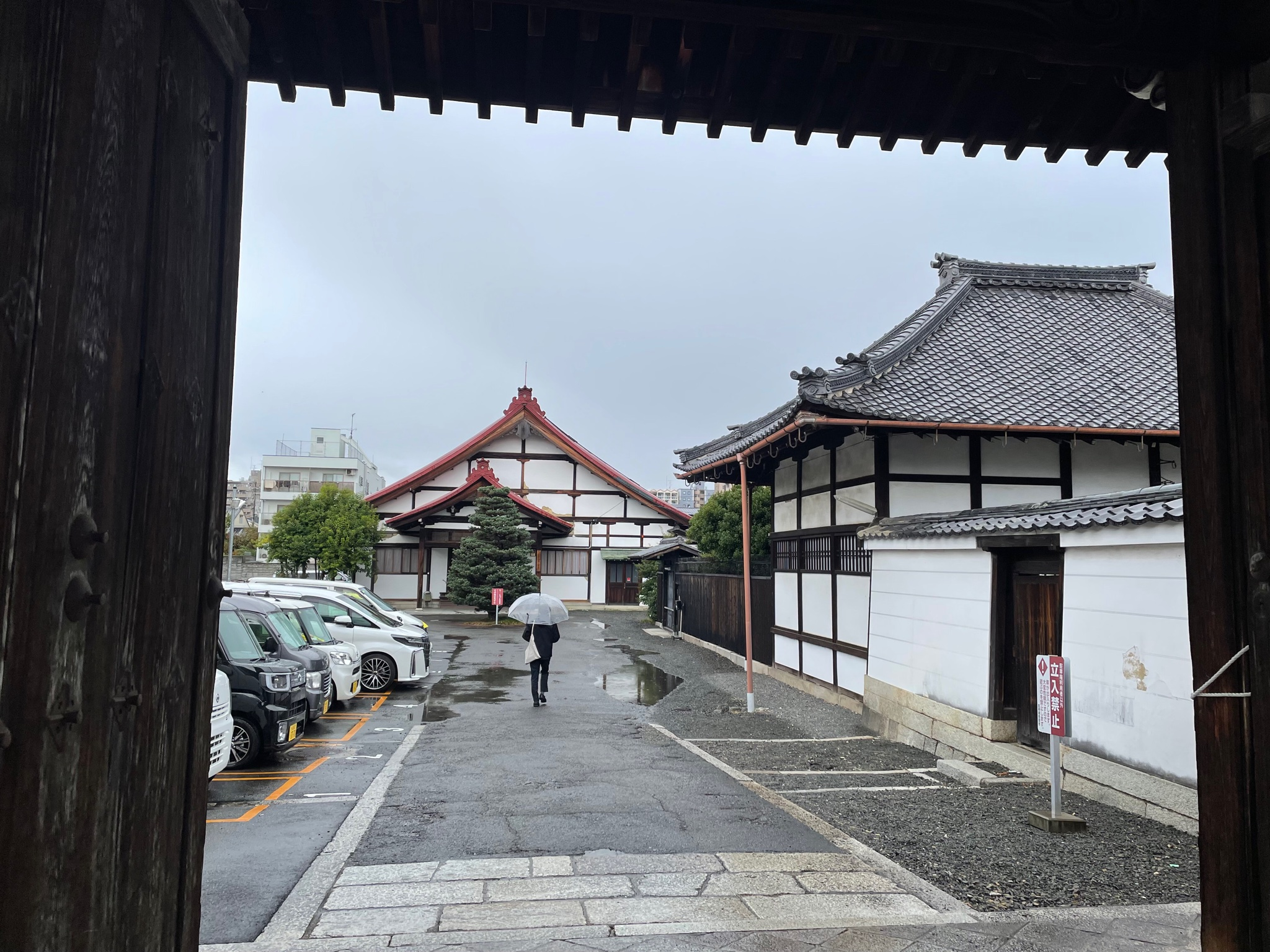
지묘인 내부의 주차장

메이지 신정부가 천황을 국가의 상징으로 내세우는 동시에 신토 국교화에 맞물려 일본 각지에서 억불(抑佛) 정책인 폐불훼석이 벌어졌다. 신정부는 역대 천황의 능묘에 대한 정비 정책을 진행하면서 그 작업에서 불교 시설들을 배제하고자 하였다. 1893년(메이지 26년) 안라쿠교인도 폐찰되어 인근의 가쇼지(嘉祥寺)에 통합되었고, 사찰의 부지는 12대 천황들의 능묘로써 정비되었다(후카쿠사 북릉深草北陵 ・ 후카쿠사 12제릉深草十二帝陵). 현재 그 옛 부지 일부가 주차장으로 활용되고 있다.

## 지묘인 왕통의 분열
초기로부터 세 갈래로 분열되어 있던 다이카쿠지 왕통처럼 지묘인 왕통도 후반에 이르러서는 스코인 류(崇光院流)와 고코곤인 류(後光厳院流)의 두 갈래로 분열되었다.

## 지묘인 왕통 출신의 천황
- 고후카쿠사 천황(제89대)
- 후시미 천황(제92대)
- 고후시미 천황(제93대)
- 하나조노 천황(제95대)
- 고곤 천황(북조 제1대)
- 고묘 천황(북조 제2대)
- 스코 천황(북조 제3대)
- 고코곤 천황(북조 제4대)
- 고엔유 천황(북조 제5대)
- 고코마쓰 천황(북조 제6대, 제100대)
- 쇼코 천황(제101대)

또한 현대 일본 왕실도 지묘인 왕통의 후손들이므로 엄밀하게는 지묘인 왕통은 어느 시점까지 칼로 자르듯 구분하기 어렵고 넓은 의미로는 현대까지도 유구하게 이어지고 있는 셈이다.

## 참고 문헌
- 今谷 明『室町の王権 足利義満の王権簒奪計画』（中公新書、1990年） ISBN 4121009789
- 横井 清『室町時代の一皇族の生涯 『看聞日記』の世界』（講談社学術文庫、2002年） ISBN 4061595725
- 松薗 斉『日記の家 中世国家の記録組織』（吉川弘文館、1997年） ISBN 4642027572

第七章 持明院統天皇家の分裂　p178～p201

## 같이 보기
- 양통질립
- 다이카쿠지통
- 난보쿠초 시대

### 내용주
1. ↑  다만 모리사다 친왕계가 단절된 뒤에는 고호리카와 천황의 딸인 무로마치인(室町院) 기시 내친왕(暉子内親王)이 지묘인도노를 자신의 고쇼로 삼아서 그가 사망한 뒤에 후시미인이 지묘인도노를 상속받게 된 것이 지묘인 왕통의 천황들이 지묘인도노를 실질적으로 소유하게 된 단초였다. 정작 지묘인 왕통의 시초를 열었다고 평가되는 고후카쿠사 천황 본인은 외할아버지 사이온지 사네우지(西園寺実氏)가 바친 저택 레이제이토미노코지도노(冷泉富小路殿)에서 생애 대부분을 보냈다.[3] 또한 고후카쿠사 천황과 치천의 군 지위를 놓고 대립했던 가메야마 천황의 계통은 가메야마 천황이 퇴위한 뒤에 다이카쿠지(大覚寺)를 고쇼로 삼았고 이것이 다이카쿠지 왕통(大覚寺統)이라는 이름의 유래가 되었는데, 이것도 가메야마 천황이 아니라 고우다인이 다이카쿠지에 거주하게 되고 나서부터 다이카쿠지 왕통이라고 불린 단초가 되었다는 설이 제기되어 유력한 설이 되었다.